# Jüdischer Friedhof (Binau)

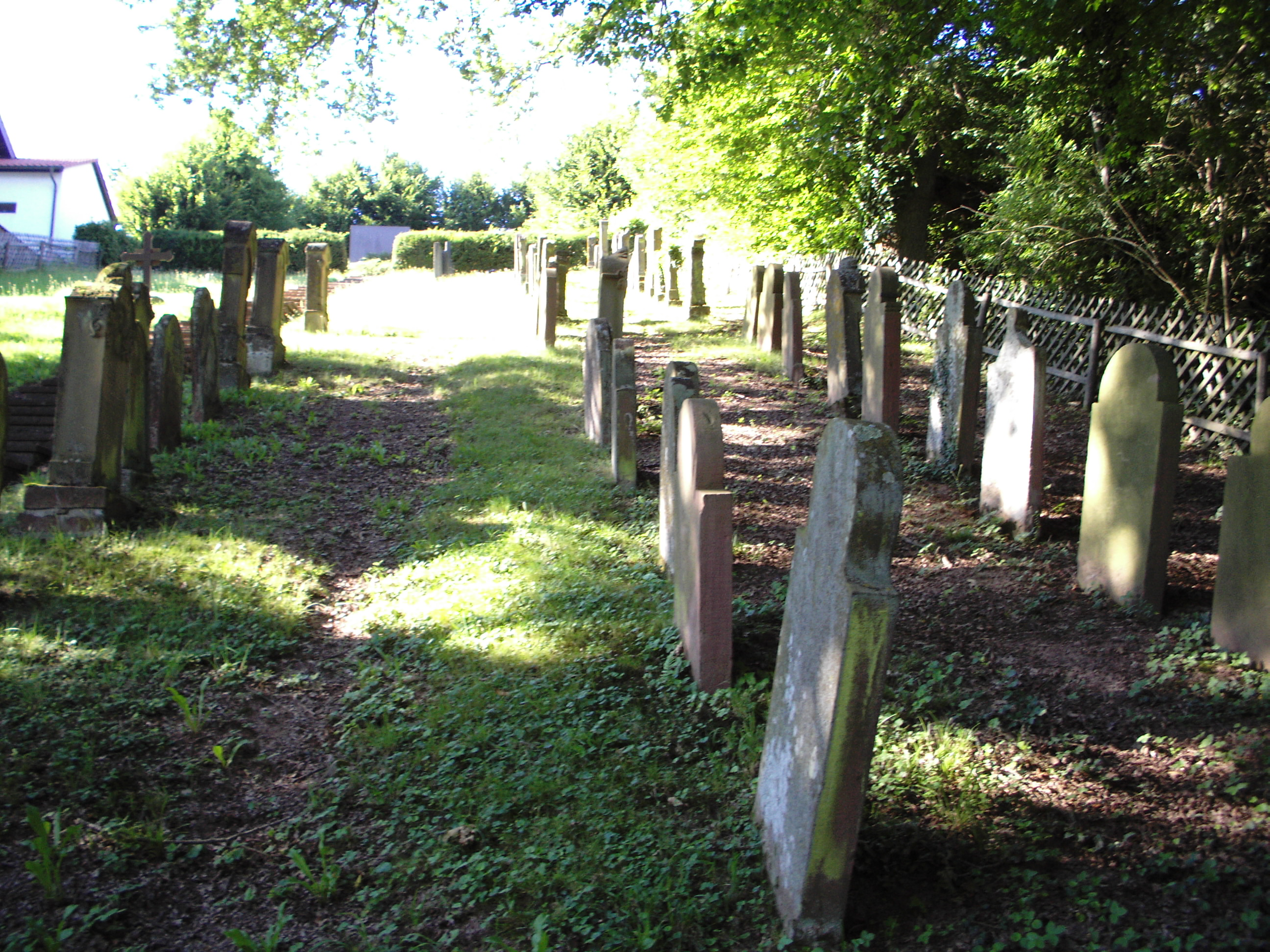
Jüdischer Friedhof in Binau

Der Jüdische Friedhof Binau ist ein jüdischer Friedhof in Binau im Neckar-Odenwald-Kreis im nördlichen Baden-Württemberg. Er ist ein geschütztes Kulturdenkmal.
Der jüdische Friedhof wurde 1851 an der Reichenbucher Straße (100 Meter westlich vom christlichen Friedhof entfernt) angelegt (Fläche 7,74 Ar) und bis 1938 belegt. 1986 waren noch 70 Grabsteine (Mazewot) erhalten.
Im Jahr 1944 wurde der Friedhof von den Nationalsozialisten zum Friedhof des Konzentrationslagers Neckarelz und des Außenlagers Neckargerach umgewandelt. Über 200 Tote der in Bergwerksstollen unter Tage verlagerten Rüstungsfabrikation in Obrigheim wurden dort von Oktober 1944 bis März 1945 begraben. Nach 1945 wurden viele der KZ-Opfer in ihre Heimat umgebettet. Heute erinnert auf dem jüdischen Friedhof ein Gedenkstein an die in Mosbach und Obrigheim umgekommenen Häftlinge und Zwangsarbeiter aus mehreren Staaten Europas (vor allem aus Frankreich und Polen).